# Famille de Cossonay
 (septembre 2015).
La famille de Cossonay (parfois Cossenay) est une famille de haute noblesse du pays de Vaud en Suisse, mentionnée depuis le XIe siècle.

## Histoire
La famille de Cossonay, propriétaire du château homonyme, est citée depuis le XIe siècle. Le premier membre mentionné est Ulrich de Cossonay, lors d'une donation en faveur de Romainmôtier, en 1096. La famille possède les terres de Prangins et de Nyon, depuis la fin du XIe siècle, ainsi que celle de L'Isle, de Bercher et de Surpierre.
Ancienne terre du Pays de Vaud, les membres de la seigneurie de Cossonay participent à établir le domaine foncier de l'abbaye de Bonmont.
Opposés aux comtes de Savoie au XIIIe siècle, ils ne se rallient à l'occupation savoyarde que progressivement jusqu'à l'annexion des terres familiales par Amédée VIII de Savoie.
Avec la mort de Louis III s'éteint la lignée masculine de Cossonay et avec Jeanne la lignée féminine. Plusieurs prétendants se présentent à la succession de Jeanne et disputent cette succession à son époux Jean de Rougemont, seigneur d'Usie. C'est finalement Amédée VIII de Savoie qui tranche le différend en s'appropriant le fief du fait de sa vacance. Dès lors, la seigneurie restera dans les domaines de cette maison tant qu'elle régnera sur le Pays de Vaud ; elle est élevée en baronnie sous Jacques de Savoie.

## Armes
| Famille de Cossonay | Les armes de la famille de Cossonay se blasonnent ainsi : de gueules à l'aigle d'or. |

Pierre de Cossonay, pour la première fois[Quand ?], scelle un acte d'un sceau équestre (représentant un guerrier à cheval tenant une bannière). Ce genre de sceau était réservé à la haute noblesse telle que la famille de Grandson. Dès l'établissement de la maison de Savoie dans le Pays de Vaud les seigneurs de Cossonay changent leur sceau et adoptent l'aigle.

## Filiation
- Ulrich de Cossonay
  - Wilhelm de Cossonay
  - Humbert Ier de Cossonay
    - Pierre de Cossonay
      - Jean de Cossonay
      - Isabelle de Cossonay
      - Jacomed de Cossonay

    - Wilhelm de Cossonay
    - Girold de Cossonay

## Personnalités
Ulrich de Cossonay, (en latin : Uldricus de Cochoniaco) cité dans une charte de 1096 par laquelle il dit posséder « l'alleu de Cossonay dès son aïeul et son bisaïeul » (héritage libre de tous devoirs féodaux) et où il dit donner à l'abbatiale de Romainmôtier, avec le consentement de sa femme, de ses fils et de ses frères Seybold et Willelme, l'église de Cossonay avec "toutes ses appartenances en dixmes, champs, prés, cours et chutes d'eau, terres cultivées et incultes et tout ce qui appartient à l'autel, situé entre la Venoge et l'Aubonne et fondée dans le propre alleu d'Uldric qu'il possède en paix", il ajoute qu'il pourvoit l'église de Vufflens (Vufflens-la-Ville ou Vufflens-le-Château) de ses dîmes de Cossonay et pour finir il y associe Conon de Bansins, dit Blanc de Bansins, Dalmas de Rocha (seigneur du comté de Bourgogne) et Narduin de Ferrerias (village de la seigneurie de La Sarraz). Il épouse Sophie de qui il a deux fils : Willelme et Humbert Ier.
Humbert Ier de Cossonay, dit « Humbert de Prangins », chevalier, succède à son père comme seigneur de Cossonay et de Prangins, dont il construit le château. Il accorde la donation d'Humbert de Goiles, à l'abbatiale de Romainmôtier, d'une serve nommée Walda et de son fils Toringus. Du fait de son épouse il tenait le "précaire" (fond appartenant à l'église laissé en prêt moyennant une redevance et devant lui revenir au décès du dernier héritier) de Lutry et d'Aran remis  par les chanoines de l'abbaye territoriale de Saint-Maurice d'Agaune. Il fait la donation d'une grange (ferme) et des vignes de Clarens à l'abbaye de Bonmont, confirme le don de ses  dîme au monastère de Condat, au prieuré de Divonne et à celui de Nyon. Il épouse Berthe de qui il a :
- Pierre qui suit,
- Wuillelme,
- Girold.

Pierre de Cossonay, seigneur de Cossonay et de Prangins, chevalier en 1180. Il augmente les donations à l'abbaye de Bonmont en lui donnant ses possessions au Montlaçon, ancienne terre située entre Burtigny, Bassins et Begnins. Il épouse Mabelle, fille de Gautier de Divonne, de qui il a :
- Jean qui suit,
- Isabelle, elle épouse Pierre Ier de Vaumarcus, (avant 1206 - après 1222),
- Jacomed.

Jean Ier de Cossonay, (? - 01 février 1231), seigneur de Cossonay, de Prangins, de Bercher, du château et de la châtellenie de Bellerive. Le 17 mai 1211, il donne à la chartreuse d'Oujon les droits qu'il tient sur ses terres. Il épouse Agnès de qui il a :
- Humbert qui suit,
- Willelme, ou Guillaume, (? - septembre 1267), il crée la branche de Prangins,
- Jean, (? - 18 juin 1273), évêque de Lausanne de 1240 à 1273,
- Amédée, chanoine de Lausanne,
- Isabelle, elle épouse Pierre d'Estavayer.

Humbert II de Cossonay, seigneur de Cossonay. Il approuve en 1235 le don que fait son frère Willelme des dîmes de Burtigny, de Marchissy et de Vic au couvent de Bonmont. Il fait hommage lige pour Cossonay à Pierre II de Savoie. Il épouse Comtesson, (? - février 1251), fille de Richard III de Montfaucon et d'Agnès de Bourgogne, de qui il a :
- Jean, seigneur de Bercher,
- Jacques qui suit, moine au Prieuré de Wenlock.

Jacques de Cossonay, (? - 1274), chevalier et seigneur de Cossonay. En 1271, il fait hommage lige à Philippe Ier de Savoie. Il épouse Jordane, (? - 1297/1303), co dame de Bex, vidomne d'Ollon, petite-fille d'Ebald IV de Grandson, de qui il a : Jean II qui suit.
Jean II de Cossonay, (? - 1306), chevalier, seigneur de Cossonay, de Bercher, de L'Isle et de Surpierre. En 1292, il réalise un traité d'alliance avec son voisin le sire de Grandson en présence de Guillaume de Champvent : "...ils se sont réciproquement promis, par serment prêté sur le saint corps de Christ, pour eux et leurs héritiers à perpétuité, de s'aider l'un l'autre de tout leur pouvoir, et de se secourir dans les guerres et nécessités qui pourraient leur survenir, réservé, toutefois, la féauté envers leurs seigneurs. De ne point soustraire et attirer leurs gens et sujets de leurs terres réciproques. Le sire de la Sarraz a promis de ne réclamer aucun droit sur certaine joux depuis le Mont Tendre vers la Chardena et de n'exercer aucune seigneurie dans ces limites ; et, de son côté, celui de Cossonay s'est engagé à ne réclamer aucun droit dans la ville de Cuarnens et dans son territoire, ni dès la ville de la Coudre vers l'abbaye du lac de Joux, ni depuis le Mont-Tendre vers cette abbaye, à l'exception de la chaux de Coliat...". Par ce traité le sire de Cossonay veut se prémunir des vues qu'avaient Amédée V de Savoie et le baron de Vaud sur ses terres. En 1295, il prend une part active à la guerre qui vient d'éclater entre Louis Ier de Vaud et l'évêque de Lausanne. Il épouse Marguerite, fille d'Humbert de Thoire Villars et de Marguerite de La Tour du Pin, de qui il a :
- Louis qui suit,
- Humbert,
- Aymon (? - 06 mars 1375), chanoine puis évêque de Lausanne de 1355 à 1375,
- Johannette/Jordane, (? - vers 1301), elle épouse en 1325 Humbert de Billens, (? - 1301), sire de Palézieux.
- Hélène ou Éléonore, (? - avant 1339), elle épouse Pierre de la Pallud, (? - 1361), seigneur de Varambon.

Louis Ier de Cossonay, (? - 1333), seigneur de Cossonay, de Bercher et de L'Isle, chevalier à partir de 1329. En 1308, en ayant donné son accord à Pierre de Duyn de bâtir une maison forte à Vuillerens, Louis Ier donne naissance à ce qui deviendra le château et fief de cette maison. Trois ans plus tard il donne au prieuré de Cossonay l'hôpital de la ville. Il épouse Isabelle, (? - 13 janvier 1367), fille de Pierre II de Grandson et de Blanche de Savoie, de qui il a :
- Jean III qui suit,
- Guillaume, prieur de Payerne en 1356 et 1363, père d'Aymon, tige de la branche bâtarde de Cossonay, et d'Antoinette épouse d'Aymon de Dompgirard,
- Louis III, sire de Bercher, il succède à Louis II,
- Girard, sire de L'Isle, chevalier,
- Agnès.

Jean III de Cossonay, seigneur de Cossonay, de L'Isle et de Surpierre. Il épouse le 10 novembre 1343 Louise de Montbéliard, fille d'Henri de Montfaucon et d'Agnès de Montbéliard, de qui il a Louis II et Isabelle, épouse Guillaume, sire de Montagny-les-Monts.
Louis II de Cossonay, (? - 1383), seigneur de Cossonay et de Surpierre. Dès 1369, il obtient de Guillaume de Grandson la franchise du péage et du pontonage de l'Aubonne ce qui lui facilite l'accès à ses vignobles situés à Luins. Sa comptabilité est conservée pour 1379-1381. En 1380, il fait partie du conseil du comte de Savoie et participe à plusieurs expéditions guerrières du comte Amédée VI de Savoie. Tous avaient prêté hommage en plaçant leur main dans celle de leur suzerain, en recevant l'accolade puis la remise d'un glaive symbolisant le fief. Ils devaient alors le service militaire à cheval, si le fief était noble, ou à pied, pour les autres. N'ayant eu que des filles celles-ci n'héritent pas de leur père, les seigneuries revenant à Louis, son oncle, sire de Bercher. Il épouse en 1375 Marguerite d'Oron, dame de Bossonens, de qui il a :
- Louise, dame de Cossonay, elle épouse Jean de Challant de qui elle n'a pas d'enfants.
- Jeanne qui suivra,
- Claudine, sans postérité,
- Nicolette, sans postérité.

Louis III de Cossonay, (?-1394), sire de Bercher, chevalier dès 1371, lieutenant général et gouverneur de la Savoie pour le compte Amédée VII en 1384. Tuteur des filles de Louis II. Il fait son testament en faveur de Louise, Jeanne et Claudine ses petites-nièces, son épouse Marguerite recevant le château de Bercher. Il épouse Marguerite, fille de Simon Ier de Sarrebruck et de Marguerite de Savoie et petite-fille de Jean Ier de Sarrebruck-Commercy, de qui il n'a pas d'enfants.
Jeanne de Cossonay, dame de Cossonay, de Bercher, de L'Isle et de Surpierre. Après l'incendie de la ville de Cossonay elle remet un "code de libertés", le 14 avril 1398, en remplacement des anciennes franchises qui avaient été perdues. En 1404, elle autorise l'utilisation des terres de Graverney (aujourd'hui lieu-dit "Les Pâquis"), alors un marais, pour qu'elles soient drainées et mises en culture. Elle épouse Jean Rougemont, (? - 25 décembre 1417), seigneur d'Usie et de Ruffey, fils d'Humbert de Rougemont, de qui elle n'a pas d'enfants.
Branche dite bâtarde de Cossonay :
- Aymon : fils de Guillaume, prieur de Payerne en 1356 et 1363. Il épouse Marguerite, fille de Guillaume de Grandson de qui il a Pierre, Antoinette, Jeanne et Alexie. En secondes noces il se marie avec Marguerite de Lavigny, il a Rodolphe et Guillemette.
- Pierre : Premier fils d'Aymon. En 1436, il achète la maison-forte de Senarclens pour y faire sa demeure. Il épouse Etiennaz Lovat de qui il a Pierre, Jean et Nicolette (elle épouse Rodolphe de Mont).
- Pierre, (? - 23 octobre 1475), fils du précédent. Seigneur de Rurey, commandant du château des Clées.
- Jean, frère du précédent. Seigneur de Rurey et d'Ornans-les-Granges, écuyer de Philippe II de Savoie, châtelain de Cossonay. Il épouse en 1480 Louise de Luyrieux de qui il a François, Guillaume mort jeune, Rose et Claudine.
- François, fils du précédent. Écuyer, seigneur de Rurey. Mort sans descendance ce sont ses sœurs qui héritent de ses biens. Après celles-ci la branche bâtarde de Cossonay ne laisse plus que des filles descendantes de Claudine.

Deux chanoines-comtes de Saint-Jean de Lyon (XIVe siècle).

## Suzerains et vassaux
Louis II de Cossonay, seigneur de Cossonay et Surpierre compte trente-six vassaux situés dans les villes et villages de Cossonay, d'Echichens, de Lussery, de Villars-Lussery, de Colombier, de Romanel, d'Aclens et du Villars-d'Aclens, de Chinaul, de Disy, de Penthallaz, de Penthaz, de Daillens, de Bettens, de Bournens, de la Chaux et d'Itens, de Sauveillame, de Vufflens-la-ville, de Cottens, de Senarclens, de Gollion, de Sullens, de Bremblens, de Vullierens, de Pampigny, de Torclens, de Montricher et d'Eschenoz, de Mauraz, de l'Isle et de Chabie, de Villars-Boson, de Sivirier, de Grancy, de Mex, de Villars-Sainte-Croix, de Saint-Saphorin, de Boussens, d'Oulens, d'Etagnières, de Yens, de Ferreire, de Moyri, de Cuarnens, de Luins et de Surpierre.